# Angélica Aragón
Angélica Espinoza Stransky (Ciudad de México, 11 de julio de 1953) es una actriz de cine, teatro y televisión mexicana. Hija del actor, compositor y músico mexicano José Ángel Espinoza "Ferrusquilla". 
Angélica es conocida por sus actuaciones en producciones cinematográficas mexicanas como Goitia, un dios para sí mismo (1988), Cilantro y perejil (1997), Sexo, pudor y lágrimas (1999) y El crimen del padre Amaro (2002). También ha participado en producciones estadounidenses como Un paseo por las nubes (1995) y Dirty Dancing: Havana Nights (2002), entre otras. Ha protagonizado las telenovelas mexicanas Vivir un poco (1985) y Mirada de mujer (1997).

## Biografía
Angélica Espinoza Stransky es hija del famoso actor y compositor mexicano José Ángel Espinoza "Ferrusquilla" y de Sonia Stransky. Tuvo una hermana menor, Vindia, que falleció en 2008. Por parte de madre, tiene dos medios hermanos, Jacqueline y John. Su abuelo materno, de origen checo, fue soldado al servicio del emperador Francisco José del Imperio Austro-Húngaro y combatió en la Primera Guerra Mundial. Sonia, su madre, fue secretaria del músico Carlos Chávez. Sus padres se divorciaron cuando Angélica tenía tres años de edad. Pasó su infancia entre foros de televisión y cinematográficos acompañando a su padre. Angélica vivió con su madre y su hermana en una casa en la Colonia del Valle de la Ciudad de México, conviviendo frecuentemente con su padre.

### Formación artística
Deseosa de estudiar medicina, cursó estudios en el Liceo Franco-Mexicano de la Ciudad de México. Allí conoció al actor español Juan Ribó. Angélica se unió a la compañía teatral encabezada por Ribó que montaba obras de Federico García Lorca en el teatro de la Alianza Francesa de Polanco, en la Ciudad de México. En 1970 también participó en una obra del director Antonio Pasi dentro del Festival Cervantino, en Guanajuato. En 1971 y con el apoyo de su padre, realizó un pequeño personaje en la telenovela El amor tiene cara de mujer, producida por Televisa y dirigida por el director de origen alemán Fernando Wagner. Fue a través de Juan Ribó que Angélica conoció al actor, director y dramaturgo Alejandro Jodorowsky, participando como extra en la película La montaña sagrada (1973). Angélica tomó su apellido artístico en homenaje a su abuela paterna, Fredesvinda Aragón, quién murió de parto a los 19 años de edad.
Una huelga en la Universidad Nacional Autónoma de México llevó a Angélica a emigrar a Inglaterra. Estudió teatro, danza y pantomima durante siete años en la London Academy of Music and Dramatic Art (LAMDA). Finalmente también tomó cursos en la Escuela de Danza Contemporánea de Londres. De forma paralela a su formación teatral. Angélica también desempeñó diversas actividades en Londres. Trabajó como cocinera e intérprete en un hospital y vendió ropa infantil en los grandes almacenes Harrods. Se inscribió también en la Universidad de Londres, donde estudió filosofía de la India, historia e idiomas. Aragón habla siete idiomas: español, inglés, francés, italiano, portugués, bengalí y japonés. Como estudiante de teatro, también trabajó durante cinco años (como acomodadora de sala) en el National Theatre de Londres.
Angélica llegó a la India de forma circunstancial con su entonces marido. Por recomendación de una profesora de la Escuela de Danza Contemporánea de Londres, Angélica consigue ser aceptada en la Kerala Kalamandalam, una de las escuelas más importantes de danza ritual del sur de la India. Aunque esta institución aceptaba únicamente alumnos varones, Angélica consigue que le impartieran clases externas fuera de las aulas de la institución. En la India, Angélica presenció muchas obras del teatro Katakali y participó en algunas obras de teatro.

### Televisión
De regreso a México en 1979, Angélica se integra a las telenovelas mexicanas de la empresa Televisa de la mano del productor Valentín Pimstein, a quien conoce a través del director de origen griego Dimitrios Sarrás. Inició con un rol coestelar en la telenovela Sandra y Paulina (1980), protagonizada por Jacqueline Andere. En 1981 actúa en la telenovela El hogar que yo robé, con Angélica María, y en la miniserie Otra vuelta de tuerca, con Rita Macedo. En 1982 realiza el papel antagónico femenino de la telenovela Vanessa, al lado de Lucía Méndez. En 1983 comparte estelar con Lucero en la popular telenovela infantil Chispita. En 1984 realiza dos telenovelas más: La fiera, junto a Victoria Ruffo y Principessa, telenovela que abandona poco después de haber iniciado al serle ofrecido su primer papel protagónico.
En 1985, Valentín Pimstein le otorga a Angélica el rol estelar de la telenovela Vivir un poco, primera versión mexicana de la telenovela chilena La madrastra, del escritor Arturo Moya Grau. En dicha telenovela, Angélica dio vida al personaje de Andrea, una mujer acusada injustamente de asesinato y encerrada durante veinte años en una prisión en Argentina. La telenovela obtuvo un gran nivel de audiencia y le otorgó a Angélica uno de los éxitos más sobresalientes de su carrera. 
En 1986, Carlos Téllez le ofrece a Angélica el estelar de la telenovela Cuna de lobos, pero ella lo rechaza, siendo sustituida por Diana Bracho. La participación cada vez más constante de Angélica en el cine hace que no vuelva a la televisión hasta 1989 en la telenovela La casa al final de la calle, coprotagonizada por Hector Bonilla y Leticia Calderón. La telenovela fue producida por Juan Osorio y dirigida por Jorge Fons.
En 1990 Angélica protagoniza la telenovela Días sin luna, junto a Sergio Goyri, donde interpreta a una pintora con una enfermedad terminal. También realiza una actuación especial en la telenovela En carne propia, producción de Carlos Téllez, junto a Edith González y Gonzalo Vega. 
En 1992 Angélica es invitada a fungir como directora de diálogos en la telenovela Madres egoístas, producida por Juan Osorio.
En ese mismo año, interpreta a "Chole", una indígena zapoteca en la telenovela De frente al sol, producción de Carla Estrada, compartiendo el estelar con la actriz María Sorté. La telenovela obtuvo tanto éxito, que en 1993 se realizó una secuela titulada Más allá del puente.
En 1996, Angélica participa en la telenovela Cañaveral de pasiones, una producción de Humberto Zurita y Christian Bach protagonizada por Daniela Castro y Juan Soler. En esta telenovela Angélica obtuvo su primera oportunidad de dirigir televisión en calidad de directora escénica invitada. 
En 1997, la empresa Argos Comunicación, le ofrece a Angélica el rol estelar de la telenovela Mirada de mujer, adaptación mexicana de la novela colombiana Señora Isabel de Bernardo Romero Pereiro. La telenovela fue producida por TV Azteca. La historia de María Inés Domínguez, una mujer madura enamorada de un hombre más joven, le aporta a Angélica el mayor éxito de su carrera televisiva, en una telenovela que rompe esquemas en la época en México. Angélica compartió escena con Ari Telch, Fernando Lujan, Margarita Gralia, Evangelina Elizondo y un importante cuadro de actores. 
Tras el éxito de Mirada de mujer, solo realiza apariciones esporádicas en la televisión hasta que regresa con un papel estelar en 2000, en la telenovela Todo por amor, versión mexicana de la telenovela colombiana La madre. En 2003, vuelve a la televisión para realizar la segunda parte de Mirada de mujer: Mirada de mujer: El regreso. Aunque la telenovela acapara buena audiencia, no logra, sin embargo, superar el éxito de la primera parte. En 2005, Angélica realiza su último trabajo de peso en televisión con la miniserie Ni una vez más, acerca del maltrato a la mujer. También dirige algunos episodios del programa unitario de TV Azteca Lo que callamos las mujeres.
En 2011, Angélica realizó un pequeño rol en la teleserie A corazón abierto, versión mexicana de la serie estadounidense Grey's Anatomy.
En 2019, Angélica participa en la serie de televisión británica MotherFatherSon, protagonizada por Richard Gere. En 2020, Angélica tiene una participación especial en la serie streaming de Netflix Desenfrenadas.
En 2022, Angélica  reaparece en la televisión en la serie biográfica El último rey, basada en la vida de cantante Vicente Fernández, proyecto que también marca su regreso a la cadena Televisa después de 26 años de ausencia. En 2023, Angélica participa en un episodio de la serie antológica de horror y suspenso La hora marcada, producida por TelevisaUnivision para la plataforma streaming Vix.

### Cine
En 1984, Angélica debuta en el cine invitada por el productor Pancho Kohner (hijo de la actriz mexicana Lupita Tovar) con la cinta estadounidense The Evil That Men Do, de J. Lee Thompson junto a Charles Bronson. A esta le siguen otras tres producciones de Hollywood: Toy Soldiers (1984), de David Fisher, junto a Jason Miller y Tim Robbins; Samson and Delilah (1984), realizada para la televisión, junto a Max von Sydow y Victor Mature, y Dune (1984), de David Lynch, junto a Silvana Mangano, José Ferrer y el cantante Sting, entre otros. 
Debido a su participación en una telenovela en México, Angélica tuvo que rechazar la oferta del actor y director Robert Redford de coprotagonizar con él la cinta The Milagro Beanfield War, siendo sustituida por la actriz brasileña Sonia Braga.
En el cine mexicano Angélica debuta en 1986 en la cinta Los dos frailes, junto a los hermanos Fernando y Mario Almada.
Finalmente participa en otras producciones mexicanas como Lamberto Quintero (1987), junto al cantante folclórico Antonio Aguilar; Sabor a mí (1988), junto al cantante José José, inspirada en la vida del compositor mexicano Álvaro Carrillo; La furia de un dios (1988), de Felipe Cazals, al lado de Humberto Zurita y Assumpta Serna y Goitia, un dios para sí mismo (1989), de Diego López Rivera e inspirada en la vida del pintor Francisco Goitia, entre otras.
A principios de la siguiente década, Angélica participa en cintas como Pueblo de madera (1990), de Juan Antonio de la Riva, con Mario Almada y Gabriela Roel; Gertrudis (1992), basada en la vida de la activista política mexicana Gertrudis Bocanegra, junto a Ofelia Medina; la producción estadounidense The Harvest, junto a Miguel Ferrer y George Clooney; La señorita (1994), de Mario Hernández, con Jacqueline Andere y María Rojo y Novia que te vea (1994), de Guita Schyfter, por la que obtiene su primer Premio Ariel a la mejor co-actuación femenina, entre otras más.
En 1995, Angélica participa en la exitosa producción cinematográfica estadounidense A Walk in the Clouds, del cineasta Alfonso Arau, junto a Keanu Reeves, Anthony Quinn y otros más. En ese mismo año obtiene su segundo Premio Ariel como actriz coestelar por su participación en la cinta Cilantro y perejil, junto a Demián Bichir y Arcelia Ramírez y dirigida por Rafael Montero. En 1999, participa en las cintas Crónica de un desayuno de Benjamín Cann y en la exitosa Sexo, pudor y lágrimas, de Antonio Serrano. 
En 2000, Angélica se reúne con Alfonso Arau en la cinta Cachitos picantes. En dicha producción, Angélica también fungió como directora adjunta, teniendo la oportunidad de dirigir a importantes figuras como Woody Allen, Kiefer Sutherland, Sharon Stone y otros más. En 2002 participa en la exitosa y polémica cinta de Carlos Carrera El crimen del padre Amaro, junto a Gael García Bernal, y por la cual obtiene el tercer Premio Ariel de su carrera cinematográfica. En 2004 participa en Dirty Dancing: Havana Nights, protagonizada por Diego Luna. En 2005 formó parte del elenco de la cinta La mujer de mi hermano, de Ricardo de Montreuil, al lado de Bárbara Mori. En 2006, participa en la exitosa cinta Bella de Alejandro Gómez Monteverde. En 2009 participa en la producción estadounidense From Mexico with Love, al lado de Kuno Becker, así como en la producción mexicana Recién cazado, protagonizada por Jaime Camil y en la producción estadounidense Looking for Palladin, del cineasta Andrzej Krakowski, al lado de Ben Gazzara. Estos son solo algunos de sus trabajos fílmicos más sobresalientes en esta década.
En la década de 2010, Angélica participa en cintas como Cinco de mayo: La batalla (2013), de nuevo junto al actor Kuno Becker; la coproducción hispano-mexicana Todos están muertos (2014), de la cineasta Beatriz Sanchiz, compartiendo escena con Elena Anaya y Patricia Reyes Spíndola, entre otros y Treintona, soltera y fantástica (2016), protagonizada por Bárbara Mori. En 2016 Angélica también prestó su voz para un personaje en el doblaje latinoamericano de la cinta animada de Disney Moana. En este mismo año la actriz participa en la cinta Mr. Pig, dirigida por Diego Luna y protagonizada por el actor estadounidense Danny Glover. Por esta actuación la actriz recibió una nueva nominación al Premio Ariel en la categoría de Mejor Actriz de cuadro. En 2018, Angélica participa en la película de comedia peruana No me digas solterona. En 2019, participa en la cinta Polvo, dirigida y protagonizada por José María Yazpik.

### Teatro
Como se mencionó con anterioridad, Angélica comenzó su carrera actoral en diversos proyectos de teatro estudiantil en el Festival Cervantino de Guanajuato y en el teatro de la Alianza Francesa de México. Tras entrar en contacto con Alejandro Jodorowsky, Angélica participa en un pequeño rol en el montaje Zaratustra (1970), donde actuaron figuras como Héctor Bonilla, Carlos Ancira e Isela Vega. También participó con un pequeño papel en la obra La dama de las camelias (1970), dirigida por José Solé Nájera y protagonizada por Dolores del Río. 
De regreso en México, luego de su estancia en el Reino Unido, Angélica es invitada a participar en la radio, a través de la frecuencia de Radio Universidad de la UNAM. Allí tuvo su propio espacio como locutora, además de participar en radionovelas y como lectora de noticias. A través de Radio Universidad, Angélica se incorpora al montaje teatral Mata a tu prójimo como a ti mismo.
Entre los montajes en los que Angélica ha participado destacan El día que pisamos la luna (1981), de Nancy Cárdenas, junto a July Furlong; Aprendiendo a ser señora (1983), también bajo la dirección de Cárdenas, con Carmen Salinas y Bertha Moss; Loco amor (1986), de Sam Shepard, junto a Ari Telch; Los derechos de la mujer (1988), con Rafael Banquells; Contrabando (1991), de Víctor Hugo Rascón, con Héctor Bonilla; Águila Real (1992), de Hugo Arguelles, sobre la vida de Isabel Moctezuma y estrenada en los Estados Unidos; Las dos Camelias (1993), dirigida y coprotagonizada por Susana Alexander; Póker de Reinas (1993), de Víctor Hugo Rascón Banda, junto a Ofelia Medina y las cantantes Betsy Pecanins y Margie Bermejo; Cartas de amor, dirigida de nuevo por Alexander, primero junto a Héctor Bonilla (1994), y años más tarde junto a César Évora (2006); El juego de la pasión (1995), dirigida por Mario Espinoza, junto a Fernando Balzaretti, y María Estuardo (1996), dirigida por Raúl Quintanilla, con Socorro Bonilla y Julieta Bracho.
En 1996, Angélica protagonizó en el Teatro Helénico de la Ciudad de México el monólogo Maquillaje (Kesho), del autor japonés Hisashi Inoue, con el que se conmemoraron 100 años de la emigración japonesa a México. Para dicho montaje, la actriz recibió permiso de uno de los actores principales japoneses del teatro kabuki, Nakamura Kankurō. En la obra Angélica interpretaba a una actriz que representaba en una obra todos los personajes masculinos, de manera inversa al teatro kabuki convencional. El montaje fue dirigido por Wendell Cordz y fue uno de los éxitos teatrales más sobresalientes de la actriz.
Otros montajes en los que Angélica ha participado son:  El verdadero Oeste (2008), dirigida por José Caballero, al lado de Plutarco Haza y Fabián Corres; Pequeños crímenes conyugales (2008), dirigida por Luis de Tavira, junto a Ricardo Blume; La leyenda de la china poblana (2010), de Maricela Lara; El juicio de Hidalgo (2010), dirigida y protagonizada por Jorge Ortiz de Pinedo y Relaciones peligrosas (2013), con Jacqueline y Chantal Andere y dirigida por ella misma, solo por mencionar algunas. Como directora, también ha dirigido los montajes Tengamos el sexo en paz, protagonizado por Margarita Gralia (2000); Sueña (2007), con Irma Lozano y Aarón Hernán; Por razones oscuras (2008), protagonizado por Esteban Soberanes y Roberto D'Amico y La última palabra (2016), protagonizada por Roberto D'Amico y Pablo Perroni. En 2013 también protagonizó el espectáculo musical Su Majestad el Bolero junto al actor Roberto D'Amico.
En 2014 Angélica es invitada por el director Patrick Swanson para participar en el montaje teatral The Christmas Revels en el Teatro Sanders de la Universidad de Harvard. En 2016 protagonizó la obra Abandonada de los dioses, de Maricela Lara. En 2017, y de nuevo junto a D'Amico, Angélica protagonizó la tragedia griega El Rey Creón.

### Música
En el Reino Unido tuvo una formación artística que incluyó la música y, así, Angélica decide incursionar en el mercado discográfico en el año 1997 con un disco titulado Silencio corazón, surgido con la intención de preservar las composiciones de su padre, José Ángel Espinosa "Ferrusquilla". El disco fue grabado de forma independiente. En 2009 lanzó el material Échame a mi la culpa: vida y canciones de "Ferrusquilla", en el que recorre musicalmente la biografía de su padre apoyada con un proyecto teatral junto al actor Roberto D'Amico. En 2010, y con motivo del Bicentenario de la Independencia de México, Angélica publica una tercera producción discográfica producida por su padre y titulada México, mi palabra más bella. En 2013, la actriz presenta su tercera producción discográfica, Su Majestad, El Bolero, un homenaje al género del bolero. El disco fue presentado en el Lunario del Auditorio Nacional.

### Activismo social y político
Angélica también ha impartido talleres y diplomados de teatro en diversos puntos de México.
Durante varios años, Angélica ha formado parte de la campaña conocida como Lectura en Voz Alta, encargada de promover la lectura en niños y adultos de regiones rurales de diversos estados de México.
Angélica Aragón ha sido una activista política tanto fuera como dentro de su país. Ha trabajado a favor de las mujeres (en contra del abuso sexual y a favor de la obtención y la promoción de mejores condiciones laborales y socioeconómicas para las mujeres, quienes necesitan trabajar menos y recibir más). Ha firmado gran cantidad de manifiestos, al lado de muchos otros personajes de la literatura, del cine y del mundo de la cultura mexicana e internacional.

### Vida personal
Cuando Angélica tenía 19 años de edad, contrajo matrimonio con Shajid, músico indio originario de Calcuta y a quien conoció en un festival musical en México poco antes. Shajid fue encargado del Departamento de Música de la National Theatre del Reino Unido. Con él vivió en la India durante un año. El matrimonio concluyó poco después. En 1989, mientras Angélica filmaba la cinta Goitia, un dios para sí mismo en Zacatecas, tuvo un romance con un viejo amigo de su juventud, el historiador Rodrigo Martínez. Fruto de esa relación, nació su única hija, de nombre María.

## Discografía
- Silencio corazón (1997)
- Échame a mi la culpa: vida y canciones de "Ferrusquilla" (2009)
- México, mi palabra más bella (2010)
- Su Majestad, El Bolero (2013)
- Isabel y Hernando (2021) (Audiolibro)

## Premios y nominaciones

### Premios Ariel
| Año  | Categoría                  | Película                  | Resultado |
| ---- | -------------------------- | ------------------------- | --------- |
| 2017 | Mejor actriz de cuadro     | Sr. pig                   | Nominada  |
| 2003 | Mejor coactuación femenina | El crimen del padre Amaro | Ganadora  |
| 1999 | Mejor actriz de cuadro     | Fibra óptica              | Nominada  |
| 1997 | Mejor actriz de cuadro     | Cilantro y perejil        | Ganadora  |
| 1997 | Mejor coactuación femenina | De muerte natural         | Nominada  |
| 1996 | Mejor actriz               | Sucesos distantes         | Nominada  |
| 1994 | Mejor coactuación femenina | Novia que te vea          | Ganadora  |
| 1994 | Mejor actriz de cuadro     | Ámbar                     | Nominada  |
| 1993 | Mejor coactuación femenina | Gertrudis Bocanegra       | Nominada  |
| 1991 | Mejor coactuación femenina | Pueblo de madera          | Nominada  |
| 1988 | Mejor coactuación femenina | La furia de un dios       | Nominada  |

### Premios Bravo
| Año  | Categoría    | Telenovela    | Resultado |
| ---- | ------------ | ------------- | --------- |
| 2001 | Mejor actriz | Todo por amor | Ganadora  |

### Premios ACE
| Año  | Categoría                  | Telenovela       | Resultado |
| ---- | -------------------------- | ---------------- | --------- |
| 1999 | Mejor Actriz               | Mirada de mujer  | Ganadora  |
| 1993 | Mejor Coactuación Femenina | De frente al sol | Ganadora  |
| 1987 | Mejor Actriz               | Vivir un poco    | Ganadora  |

### Premios TVyNovelas
| Año  | Categoría                | Telenovela                   | Resultado |
| ---- | ------------------------ | ---------------------------- | --------- |
| 1998 | Mejor actriz protagónica | Mirada de mujer              | Ganadora  |
| 1997 | Mejor primera actriz     | Cañaveral de pasiones        | Nominada  |
| 1991 | Mejor actriz protagónica | Días sin luna                | Nominada  |
| 1990 | Mejor actriz protagónica | La casa al final de la calle | Nominada  |
| 1986 | Mejor actriz protagónica | Vivir un poco                | Ganadora  |